# 尖牙鲈
尖牙鱸（学名：Synagrops japonicus），又名深水天竺鯛、深水大面側仔、光棘尖牙鱸、日本尖牙鱸，为輻鰭魚綱鱸形目鱸亞目發光鯛科尖牙鱸屬下的一个种，深度100-800公尺，為深海魚類，分布於印度太平洋，從東非至夏威夷群島海域，體長可達35公分，棲息在大陸坡，生活習性不明，可做為食用魚。